# Homoneura postmacula
Homoneura postmacula är en tvåvingeart som först beskrevs av Walker 1849.  Homoneura postmacula ingår i släktet Homoneura och familjen lövflugor. Inga underarter finns listade i Catalogue of Life.